# تطور القومية الجزائرية (1918-1954)
تطورت الحركة الوطنية الجزائرية  بين 1918 و1954 أي بين نهاية الحرب العالمية الأولى واندلاع ثورة التحرير الوطنية بشكل يوضح قناعة الشعب الجزائري بعدم جدوى المقاومات الشعبية المسلحة المنعزلة التي استطاعت فرنسا إخمادها كل مرة وضرورة الأصطفاف الوطني من أجل مواجهة المستعمر.

## من تبلور الوعي السياسي إلى العمل الوطني
بدأت بوادرالعمل السياسي في الجزائر مطلع القرن العشرين الميلادي، في شكل جمعيات ونوادي وشخصيات قدمت عرائض ومطالب تعكس اهتمامات الجزائريين وترفض وتندد بالسياسة الاستعمارية. ثم ظهرت الحركة الوطنية في شكل أحزاب لها اتجاهات سياسية واصلاحية بعد الحرب العالمية الأولى واعتمدت النضال السياسي وفق التطورات الحاصلة في السياسة الاستعمارية. وتبلورت في اتجاهات:

### اتجاه المساواة (الإصلاحي)

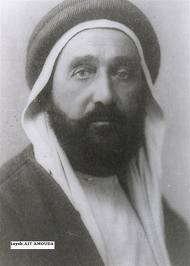
الأمير خالد

مثله الأمير خالد الجزائري وتلخصت مهامه في المساواة التامة بين الجزائرين والفرنسين في الحقوق والواجبات مع الحفاظ على المقومات العربية الإسلامية. برزت حركته أكثر أواخر 1919 حين قدم عريضة مطالب إلى الرئيس الأمريكي ولسن في مؤتمر الصلح مؤكدا على حق تقرير المصير. وقد ساهم في نشر الوعي السياسي من خلال مطالبه وارائه التي ابرزها
- إلغاء القوانين الاستثنائية
- تطبيق القوانين الفرنسية على الجزائرين
- حرية الصحافة وفصل الدين عن الدولة
- التعليم الاجباري باللغة العربية والفرنسية

### اتجاه المساواة (الادماجي)
مثله جماعة النخبة وهم جزائريون متشبعون بالثقافة الفرنسية. حيث اختلفوا مع الأمير خالد في قضية الإدماج والتجنس دون شروط
كان لجماعة النخبة دور هام في الحياة السياسية بعد الحرب العالمية الأولى خاصة بعد صدور اصلاحات 1919 من خلال المشاركة في الانتخابات وأسّسوا رابطة «النواب المنتخبين الجزائريين» في مختلف المجالس النيابية.
لم تتمكن جماعة النخبة من ايجاد موقع لها في الحياة السياسية حيث لم تستجب السلطات الاستعمارية لمطالبها ورفض الكولون فكرة المساواة ولم تنل التأييد الشعبي من الجزائريين لان افكارها تعبر عن توجه ثقافي غربي
ابرز مطالبه
-تحقيق المساواة التامة بين الجزائريين والفرنسيين 
-ادماج الجزائر بفرنسا عن طريق التجنيس الجماعي.
-إلغاء القوانين الاستثنائية
-المطالبة بتمثيل الجزائريين في مختلف المجالس المنتخبة
-توسيع التمثيل النيابي

### اتجاه الاستقلال

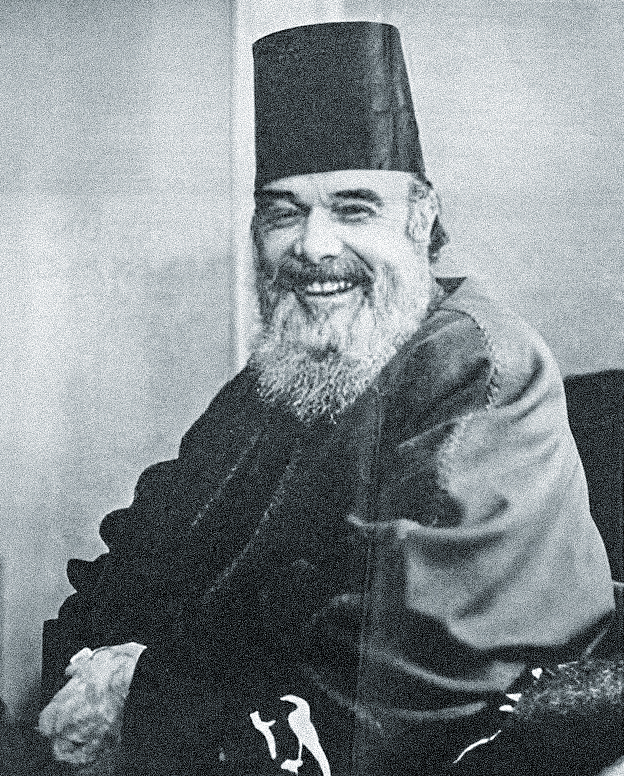
مصالي الحاج

دعا إلى استقلال أقطار المغرب العربي الثلاثة (المغرب *الجزائر *تونس)تحت لواء حزب «نجم شمال أفريقيا» الذي كان تنظيما نقابيا يدافع عن حقوق عمال المغرب العربي وتحول إلى حزب 20 جوان 1926 بباريس وبانسحاب التونسيين والمغاربة أصبح الحزب جزائريا خاصة منذ مؤتمر بروكسل (فبفري1927)بزعامة 'مصالي الحاج' حيث أصبح يدافع عن القضية الجزائرية وبرز التوجه الاستقلالي  من خلال أهم مطالبه المتمثلة في
- الاستقلال الكامل للجزائر
- جلاء قوات الجيش الفرنسي عن التراب الوطني
- إنشاء جيش وطني
- مصادرة الأملاك الزراعية الكبيرة التي استولى عليها الكولون والشركات الاحتكارية
- إنشاء مجلس وطني منتخب

ونظرا لانتشار افكاره الوطنية بين المهاجرين وفي صفوف العمال تعرض للحل سنة 1929 لكنه واصل نشاطه تحت اسم جديد هو «نجم شمال افرقيا المجيد»1933 تعرض للحل مرة أخرى وزج بممثليه في السجون إلى ان حل قصائيا 26 جانفي 1937 
بعد حل نجم شمال أفريقيا سارع مصالي الحاج ورفاقه إلى تأسيس «حزب الشعب الجزائري» بباريس 1/3/1937 
ونقل نشاطه إلى الجزائر حيث كانت له قاعدة شعبية متنامية واستمرت مطالبه ذات الاتجاه الاستقلالي:
- إنشاء حكومة مستقلة عن فرنسا
- إنشاء برلمان جزائري
- احترام الشعب الجزائري
- احترام اللغة العربية والدين الإسلامي

### الاتجاه الإصلاحي

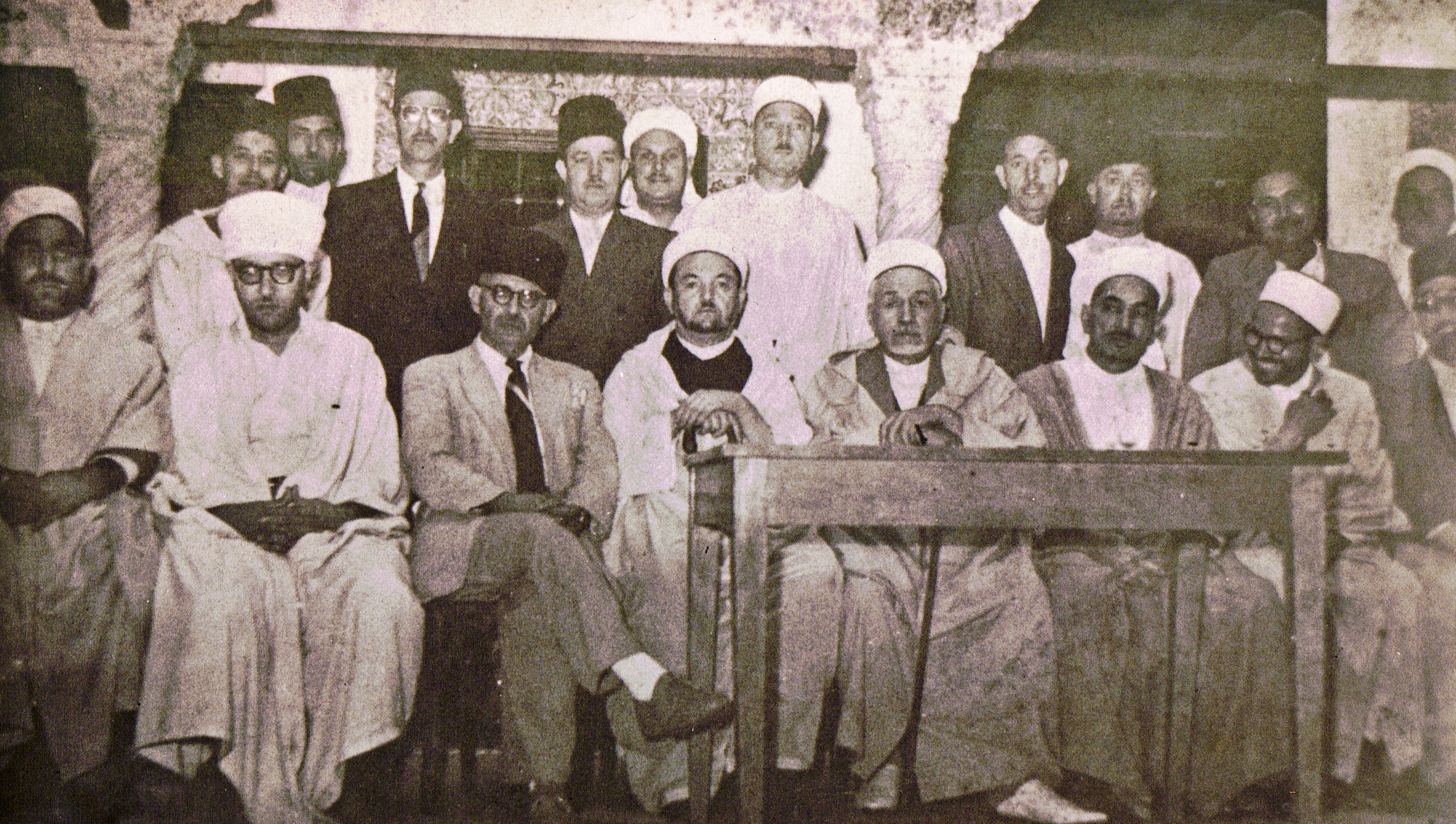
المجلس الإداري لجمعية العلماء - 1949. (الجلوس، من اليمن إلى الشمال) أحمد بوشمال، عبد اللطيف سلطاني، محمد خير الدين، محمد البشير الإبراهيمي (نائب الرئيس)، العربي التبسي، أحمد توفيق المدني، عباس بن الشيخ الحسين، نعيم النعيمي، (الوقوف من خلف) مجهول، حمزة بوكوشة، أحمد سحنون، عبد القادر المغربي، الجيلالي الفارسي، أبو بكر الأغواطي، أحمد حماني، باعزيز بن عمر، مجهول، مجهول.

1.جمعية العلماء المسلمين الجزائريين التي تاسست في 5 ماي 1931 بنادي الترقية بمدينة الجزائر
1. ظروف تأسيسه 
-تأثيرات حركات الإصلاح في المشرق العربي.
-احتفال الفرنسين لذكرى المئوية لاحتلال الجزائر 1930الذي بالغو اثناءه في اثارة مشاعر الجزائريين
-تقييد الحريات والتضييق على الدين الإسلامي 
-بروز النخبة المطالبة بالإدماج
-هيمنة اليهود على النشاطات الاقتصادية بتشجيع من فرنسا 
وقد انتخب الشيخ عبد الحميد ابن باديس رئيسا لها غيابيا ومحمد البشير الإبراهيمي نائبا له وتولى المناصب الأخرى نخبة من العلماء والمصلحين
كان هدفها الاساس الرجوع إلى تعاليم الدين الإسلامي الحنيف واصلاح المجتمع ومحاربة البدع والشعوذة والخرافات وكذا الاستقلال متى توفرت الظروف
1.1-برنامجها
-حرية تعليم اللغة العربية وفتح المدارس العربية 
-المطالبة برفع القيود على الدين الإسلامي'فصل الدين عن الدولة' 
-محاربة التجنيس والإدماج ومقاومة حركة التنصير 
-اصلاح المجتمع بعودة إلى الدين الإسلامي الحنيف
-حرية الصحافة
1.2-الوسائل
-الصحافة
لانها تمس فئات عريضة ومختلفة من الشعب الجزائري ومن صحفها «المنتقد» «الشهاب» «الشريعة المحمدية» «السنة النبوية» واهمها «البصائر»
-المدارس
لتربية وتعليم النشء حيث اسست الجمعية 150 مدرسة ابرزها «مدرسة الحديث»
2-الحزب الشيوعي الجزائري برز نشاطه أكثر في مجال الاعلام والدفاع عن الطبقة العامية. فهو اقرب إلى ذلك إلى العمل النقابي منه إلى العمل السياسي من اجل تحرير الوطن
وهو ادماجي ليس حرا في قراراته بل مرددا لايديولوجيات لا تعبر دائما عن الواقع الجزائري ومن ثمة يوصف باتجاه محاربة الاستغلال دون اسقاط رغبة الإدماج والتجنيس.
أغلب اعضائه كانوا من الأوربيين وتمحورت مطالبه حول اصلاح الأوضاع الاقتصادية والاجتماعية

## الحركة الوطنية اثناء الحرب العالمية 1939-1945
كانت الجزائر مستعمرة فرنسية تعاني المشروع الاستطاني. كما كانت بعدا استراتجيا لفرنسا والحلفاء فهي بذلك لم تكن بمعزل عن الحرب العالمية الثانية فقد اقحمت في هذا الصراع وسخرت امكانياتها المادية والبشرية.
وانعكس ذلك على وضع الجزائريين اجتماعيا واقتصاديا:
- يعمل الجزائري كخماس
- يعمل طول الوقت في المناجم والوحدات الصناعية لتوفير الذخيرة والقوى المحركة للآليات العسكرية لجيش فرنسا.

1.في المجال السياسي:
بعدما رفضت فرنسا مطالب المؤتمر الإسلامي. قامت بالتضييق على الحركة الوطنية كاعتقال القيادات السياسية خاصة مناضلي «حزب الشعب» منهم مصالي الحاج في اوكتوبر 1939.الإقامة الجبرية لرئيس جمعية العلماء المسلمين بآفلو (الأغواط) وحجب الصحف الوطنية كالشهاب والبصائر والامة والبرلمان.
وبالمقابل عملت على استمالة بعض العناصر الجزائرية. مثل جماعة النخبة والنواب والبرواجزيين لضمان دعمهم حيث قدمت وعودا بتقرير المصير، لكنها اعدمت بعض الذين مالوا إلى دول المحور مثل «محمد بوراس» في ماي 1941

1.1-بيان فيفري 1943:
بيان فيفري أو «بيان الشعب» هو ميثاق الحركة الوطنية من اجل تجاوز الادارة الاستعمارية وتحقيق البديل.ويصور الواقع المزري للجزائريين كما يعبر عن العي المتنامي وبداية المبادرة الوطنية.
وقد حرر البيان «فرحات عباس» وأعد منه نسخا لإخراجه من المستوى المحلي إلى المستوى الدولي. قدم إلى الحاكم العام الفرنسي في (31- مارس -1943)والى الجنرال «دغول» والحلفاء والحكومة المصرية.

1.1.2-ملحق بيان فيفري)26 ماي 1943)
تضمن بالتفصيل طبيعة الإصلاحات السياسية والاقتصادية والاجتماعية الواردة في بيان فيفري 1943 بناء على طلب من السلطات الفرنسية.

1.1.3-اهمية البيان
-يعكس عمق الوعي الوطني لدى الحركة الوطنية. وإدراك التطورات السياسية الحاصلة في العالم اثناء الحرب العالمية الثانية (حق تقرير المصير وظهور افكار تحررية).
-تجاوز الخلافات داخل الحركة الوطنية رغم اختلاف اتجاهاتها والوحدة حول المطالب المشتركة.
تراجع تيار الإدماح وتطور تيار الاستقلال.
1.2--مظاهرات 08 ماي 1945:
كانت رد فعل شعبي واع للاحتجاج على تنكر فرنسا لوعودها قبل ان تكون احتفالا بزوال الانظمة الشمولية الدكتاتورية.وهي سلوة مدني سياسي لابداء الراي محليا ودوليا.
ولفت انظار العالم لقضية الجزائريين وسعيهم للحرية والاستقلال وكانت بدعوة من حركة البيان والحرية التي تحصلت على ترخيص من الإدارة الفرنسية.
اسفرت علة سفوط ما لا يقل 45000شهيد وآلاف المفقودين والمعطوبين والمعتقلين.

## الحركة الوطنية بعد الحرب العالمية الثانية

### إعادة بناء الحركة الوطنية
بعد إصدار قانون العام في 09 مارس 1946 وإطلاق سراح زعماء الحركة الوطنية تم تأسيس أحزاب جديدة هي امتداد للاحزاب السابقة تفاديا لاي تجاوزات من طرف السلطة الاستعمارية وكغطاء قانوني شرعي لمواصلة النضال.
الاتحاد الديمقراطي للبيان الجزائري: أسسه فرحات عباس بعد خروجه من السجن حيث كانت تعبئة المناضلين من النخبة الجزائرية حول برنامج بيان الجزائر 1943. وعند تأسيسه أصدر بيان فضح فيه السياسة الاستعمارية. وقد كان يسعى إلى تحقيق مصير الجزائر عن طريق إصلاحات تدريجية دون قطع الصلة بفرنسا عن طريق مشروعدستور الجزائر لتحقيق ذلك.
جمعية العلماء المسلمين: استانفت نشاطها بعد مؤتمرها الذي كان 21 جويلية 1946ووسعت برامجها لكن بقيت تمثل التيار المحافظ بعيدا عن أي توجه ثوري.كانت تدعوا إلى:
- رفض الإدماج.
- جعل العربية لغة رسمية ثانية.
- حرية العقيدة.

حركة الانتصار للحريات الديمقراطية: هي امتداد لحزب الشعب الجزائري الجزائري تأسست في 02 نوفمبر 1946 بعد عودة مصالي الحاج من منفاه ببلازفيل (الكونغو) اعتمدت كحزب علني قانوني شرعي مع الحفاظ على حزب الشعب كجناح سري ومن مطالبها 
- التصفية الفورية لل استعمار.
- تحقيق الاستقلال عن طريق جمعية تأسيسية بعد إستفتاء عام.

### دستور الجزائر 1947
يضم قواننين لتسيير الحياة في الجزائر ويعتبر كبرنامج اصلاحي لدعم السياسة الاستطانية. صدر في 20 سبتمبر 1947.

### أزمة حركة انتصار للحريات الديمقراطية
كانت خلال المؤتمر الثاني للحركة المنعقد أيام 4-5-6 أفريل 1953 في ساحة «شارتر» الجزائر.وكان الجو مشحونا بالخلافات ينذر بالانفجار وذلك نتيجة ل:-تاثير اكتشاف المنظمة الخاصة من طرف الشرطة الفرنسية.
-سلبية القيادة اتجاه المناضليين الذين كانوا في المنظمة الخاصة.
-الخلافات السابقة في القيادة.

### اللجنة الثورية للوحدة والعمل (الدور الفعال للتيار الثوري)
تكونت في 23 مارس 1954 بمدرسة «الرشاد» التابعة لحركة انتصار للحريات الديمقراطية ببطحاء «جامع اليهود» بالجزائر العاصمة بقيادة محمد بوضياف وضمت أعضاء المنظمة الخاصة منهم بن بولعيد العربي بن مهيدي ورابح بيطاط.لكن التنظيم السري كان يمثل النواة ويتخذ القرارات المناسبة.

### الاجتماعات الحاسمة
- - اجتماع21+1«مجموعة 22»

كان في جوان 1954 في «المدتية» باعالي العاصمة برئاسة «مصطفى بن بولعيد» الأكبر سنا في منزل المناضل إلياس دريش دام الاجتماع  يوما واحدا انبثق عنه أول مجلس للثورة يتكون من 5 أعضاء وبإضافة «كريم بلقاسم» عن منطقة القبائل في أوت 1954اصبحوا 6 .
في الجلسة المسائية كان الإتفاق على تفجير الثورة.
- - اجتماع 10 أوكتوبر1954

كان في منزل المناضل «مراد بوقشودة» حي «لابوانت بيسكاد» غرب مدينة الجزائر (الرايس حميدو حاليا)
طرحت فيه مسائل مختلفة:
التمثيل السياسي للثورة.تقسيم البلادإلى (5) مناطق وتم أعضاء الوفد الخارجي في قيادة أركان الثورة مع الاحتفاظ بعضويتهم داخل الوفد الخارجي لجبهة التحرير الوطني.
- - اجتماع 23 أوكتوبر 1954:«اجتماع الحسم»

انعقد في ذات المكان لاجتماع 10 اوكتوبر وفيه تم حسم الأمور جميعها ومنها:
-تم الانفاق على التمثيل السياسي للثورة المتمثل في «جبهة التحرير الوطني» وجناح عسكري للجبهة يتمثل في جيش التحرير الوطني وتقسيم البلاد إلى خمس مناطق ثورية «الولايات التاريخية». 

-اعتماد القيادة الجماعية «مجلس الثورة» مع اعتماد التسيير اللامركزي.

-الاتفاق على الإجراءات التنظيمية المصاحبة لاندلاع الثورة «بيان أول نوفمبر 1954» وتحديد يوم وساعة قيام الثورة.

في اليوم الموالي 24 أوكتوبر تمت المصادقة على محتوى وثيقة نداء أول نوفمبر 1954 الذي يؤكد على:

-إعادة بناء الدولة الجزائرية الديمقراطية الاجتماعية ضمن إطار المبادئ الإسلامية.

-احترام جميع الحريات الاساسية. 

-التطهير السياسي.

-تجميع وتنظيم جميع الطاقات السليمة لتصفية الاستعمار. 

-تدويل القضية الجزائرية.

وقد تم توزيع توزيع هذا النداء يوم الأول من نوفمبر 1954 غداة اندلاع الكفاح المسلح على كامل التراب الوطني.

## قبيل الثورة

### الظروف الدولية والإقليمية للثورة
- - الداخلية

-الزخم الثوري لدى الشعب الجزائري وقناعته بضرورة الكفاح المسلح.
-تشتت الحركة الوطنية وانشقاق حزب الشعب ينذر بالإحباط ان لم بيتم تدارك ذلك.
- - الإقليمية

-انتصار الثورة المصرية 1952 وتوجهها القومي التحرري.
-الكفاح المسلح في تونس والمغرب.
-الامانة العامة لجامعة الدول العربية ترعى مكتب«المغرب العربي» الذي يدع الحركات المقاومة الوطنية في اقطار المغرب الثلاثة المغرب وتونس والجزائر.
- - الدولية

-الانفراج الدولي ومن ثمة امكانية تسوية قضية الشعب.
-إن المواثيق الدولية تقر بحق الشعوب بتقرير المصير.
-ظهور وانتشار الحركات التحررية.
-انهزام فرنسا في معركة «ديان بيان فو» بفيتنام ماي 1954
-تراجع دور فرنسا في المحافل الدولية.

### العمل الثوري المسلح
- - تعريف الثورة الجزائرية

هي رد فعل شعبي واع وعنيف لتحقيق البديل وهو الإستقلال.باستعمال كل الوسائل المتاحة ضد استعمار استطاني تعسفي تمثله قوة عسكرية كبرى وهي فرنسا بدعم من الحلف الأطلسي وهي فعل تحرري يمتد إلى المناحي الأخرى كالحياة الاقتصادية والاجتماعية والثقافية.
- - اندلاع الثورة

بعدما كانت مقررة يوم 15 أكتوبر ثم 25 أكتوبر استقر الأمر على 01 نوفمبر 1954 باقتراح من «ديدوش مراد» لآسباب التالية
-يصادف بداية السنة الهجرية.
-1/11/1954 كان يوم الإثنين تيمنا بميلاد الرسول صلى الله عليه وسلم.
-تسبقه عطلة نهاية الاسبوع وبالتالي خلو الإدارات والثكنات العسكرية من الجند.
-أن هذا التاريخ يصادف«عيد القديس» الذي يحتفل به الكاثوليك.
ثم اتفق على كلمة السر «خالد-عقبة» وبداية الجهاد بكلمة «الله أكبر» لإبراز البعد الإسلامي.وعلى ان يتم إبراز البعد الوطني والشمولية بتفجيرها في كل أنحاء الجزائر على الساعة 00.00 لكن الزخم الثوري كان أكبر في الأوراس.
- - بداية العمل

-هجومات متعددة في وقت واحد في كامل أنحاء الجزائر (عامل المفاجأة)جعل قدرة الرد غير حاسمة.
-الإعلام وتوعية الشعب الجزائري.
-تهديد الخونة والمتعاونين مع الإدارة الفرنسية بأضد العقاب.
-تحذير المصاليين وأحزاب الحركة الجزائرية ودعوتهم للألتحاق بالثورة.
-إشاعة عدم الإطمئنان في صفوف المعمرين.

## إختيار المنطقة
-منطقة الأوراس لان "مصطفى بن بولعيدقطع شوطا كبيرا في استقطاب الثوريين. وتدريبهم وأغلبهم من تلك المناطق.
وفرة السلاح سواء عند أبناء تلك المناطق. أو سلاح منظمةالسرية المدفون منذ 1947-1950 أو حتى السلاح الذي اشتراه من حر ماله وأموال المناضلين. وان منطقة الأوراس كان ملجأ أعضاء المنظمة الخاصة بعد حملة المطاردة والاعتقالات.

-إن أزمة حزب الشعب لم تمتد إلى الاوراس.
-عادات المجتمع الاوراسي التي تحمي المستجير وتكرم الضيف.
-صعوبة التضاريس المنطقة والبرودك الشديدة التي تميز المنطقة بداية من الخريف.
-المنطقة مفتوحة على تونسوليبياومن ثمة امكانية التصرف.
-ان المنطقة الأولى لها حدود مع المنطقة الثانية والثالثة والرابعة واخيره الخامسة.
-إن المناطق الأخرى لم تكمل كل الترتيبات مع تواجد كبير للقوات الفرنسية بداخلها.

## ردود فعل اتجاه الثورة

### رد فعلالشعب الجزائري
استقبل الثورة بمزيج من الفرح والتساؤل حول ماهية الثورة ومدى قدرتهم على مواجهة العظمة العسكرية الفرنسية. كما كان متخوفا ومتريثا في إصدار حكم علىالثورة لذلك يمكن تلخيص رد الفعل في الاتي:

-تخوف.

-تريث وترقب.

-تأييد معنوي ومباركة.

-دعم مادي.

-مشاركة واسعة.

ويبرز ذلك في:

-معاداة الشعب الجزائري لكل ما هو فرنسي وخاصة الكولون ومصالحهم.

-العمل على شل الاقتصاد الاستطاني.

-اثارة الفوصى بوضع عراقيل أمام الإدارة الفرنسية للتعجيل بانهيار الاستعمار.

### رد فعل جمعية العلماء المسلمين الجزائريين
التزمت الصمت وترقبت ما ستؤول اليه الأحداث تفاديا إلى أي حكم غير صائب (بعض أعضائها انفراديا ساندوا الثورة منذ بدايتها) ثم ايدت الثورة وشاركت فيها سنة 1956.

### رد فعل حركة انتصار للحريات الديمقراطية
-المركزيون تفاجاوا بالالثورة  ومواقفهم كانت متذبذبة وغير متجانسة. وتخوفوا من ان تكون مجرد مغامرة. مع بعض التشكيك الذي عبروا عنه قائلين«قد أشعلوا النار في الجزائر لكن القدر موجود في القاهرة لذلك الأكلة لن تكون جاهزة أبدا».وإنظموا فرادى إلىالثورة.

مصالي الحاج واتباعه  تفاجاوا بالالثورة  .وكانت مواقفه لا تترجم نضاله ووطنيته وأسس حزب الحركة الوطنية رسميا في السادس من نوفمبر عام 1954 بجناح عسكري معادي لجبهة التحرير الوطني في المبادئ والميدان. وفيما بعد سعى للاستلاء على الثورة ومصادرة نجاحها.

### رد فعل الحكومة الفرنسية
أ- سياسيا ودعائيا 
-اعتبرت ما يحدث في الجزائر مجرد مشكل داخلي يعالج وفق ما ينص عليه القانون الفرنسي العادل.وكل رافض أو غير ملتزم بهذا القانون هو إنسان متحضر ومتمرد وخارج عن القانون.

-اتهمت الثوار بأنهم ينفذون مخططا أجنبيا مدبرا ضد فرنسا(بمعنى لا وجود لثورة نابغة من الشعب).

-تعيين والي جديد على الجزائر هو الجنرال «سوستيل» الذي نفذ عمليات وحشية ضد الشعب الجزائري.

-قامت بتعميم إعلامي إزاء الرأي العام الفرنسي والعالمي.

-طبقت سياسة تهويل وتخويف الأهالي.

ب-عسكريا 

-فرضت حالة الحصار.

-شكلت محاكم خاصة لقمع الجزائريين وفقا لتشريع استثنائي قاس.

-فرض الإقامة الجبرية والنفي والسجن.

-توزيع الأسلحة على المعمرين وتأسيس عديد المليشيات.

-تطبيق مبدأ المسؤولية الجماعية ومن ثمة العقاب الجماعي.

-حملة اعتقالات واسعة.

### رد فعل المستوطنين
-خوف وهلع كبيرين على الأرواح والممتلكات.

-طالبوا الحكومة الفرنسية بضرورة اتخاذ كافة الإجراءات لمكافحة الثورة وحماية ممتلكاتهم.

-طبقوا سياسة تعسفية على الجزائريين (بطش وتقتيل).

-رفع أسعار المواد الإستهلاكية لاستنزاف الشعب والثورةوقطع الدعم اللوجيستيكي عنها.

### رد فعل المنظمات الجماهرية
العمال الجزائريينكانوا في نقابات وتنظيمات عالية فرنسية وعند اندلاع الثورة انظموا إليها فرديا. ثم بدعوة من جبهة التحرير الوطنية اقاموا الاتحاد العام للعمال الجزائريين وانضموا رسميا إلى الثورة.

التجار الجزائريينأبدو دعمهم للثورة كونوا الاتحاد العام للتجار الجزائريين وشاركوا في الثورة رسميا سنة 1956.

الطلبة الجزائريون أيدوا الثورة ومن هم من ترك مقاعد الدراسة ليلتحق بالثورة وأخيرا كونوا الاتحاد العام للطلبة المسلمين الجزائريين. وشاركوا رسميا في الثورة في 19 ماي 1956.

### ردود الفعل العالمية
-الولايات المتحدة الأمريكية  أيدت فرنسا ودعمتها ماديا وبالثقل السياسي
الإتحاد السوفياتي  موقف استراتيجي في غير مصلحة الثورة 

المعسكر الغربي اعتبرت التورة مشكل داخلي فرنسي. علىفرنسا ان تبحث إجراءات احتوائها. وأن الثورةبإيعازأطرلف خارجية تهدد المشروع الإمبريالي 

الدول الإشتراكبة  كانت للثورة صدى كبير. وقدمت لها الدعم المادي والسياسي.
العرب ايدوا الثورة ماديا ومعنويا وبالثقل السياسي من قبل حكومتهم.

شعوب العالم الثالثتاثرت بهده الثورةودعمتها معنويا وسياسيا.

الدول المحايدة دعت إلى احترام حقوق الإنسان من ثمة تقرير المصير.

الهيئات والمنظمات الدولية ساندت الثورة الجزائرية كحركة عدم الإنحياز والمؤتمر الإسلامي وجامعة الدول العربية

هيئة الأمم المتحدةما يحدث في الجزائر هي قضية تصفية استعمار وهي قضية عادلة توافق مبادئ هيئة كان هذا هو رأيها وبالتالي كانت مؤمنة بالثورة وتدعمها .